# Bembidion
Bembidion là một chi lớn bọ cánh cứng trong họ Carabidae về số lượng loài.

## Phân chi và loài
Chi này được phân thành nhiều phân chi:
- Bembidion (Bembidion)
- Bembidion (Eurytrachelus) (sometimes in Odontium)
- Bembidion (Notaphus)
- Bembidion (Ocydromus)
- Bembidion (Odontium)

Danh sách loài:
- Bembidion abbreviatum Solsky, 1874
- Bembidion abchanicum Muller-Motzfeld, 1989
- Bembidion abdelkrimi Netolitzky, 1926
- Bembidion abeille Bedel, 1879
- Bembidion aberdarense (Alluaud, 1939)
- Bembidion abnormale Jedlicka, 1965
- Bembidion achipungi Moret & Toledano, 2002
- Bembidion acticola Casey, 1884
- Bembidion actuarium Broun, 1903
- Bembidion acutifrons Leconte, 1879
- Bembidion adductum Casey, 1918
- Bembidion admirandum Sharp, 1903
- Bembidion advena Sharp, 1903
- Bembidion adygorum Belousov & Sokolov, 1996
- Bembidion aegrum Erwin, 1982
- Bembidion aegyptiacum Dejean, 1831
- Bembidion aeneicolle (Leconte, 1848)
- Bembidion aeneipes Bates, 1883
- Bembidion aeneum Germar, 1824
- Bembidion aenulum Hayward, 1901
- Bembidion aeruginosum (Gebler, 1833)
- Bembidion aethiopicum Raffray, 1885
- Bembidion aetolicum Apfelbeck, 1901
- Bembidion affine Say, 1823
- Bembidion afghanistanicum Jedlicka, 1967
- Bembidion agonoides Vigna-Taglianti & Toledano, 2008
- Bembidion ainu Habu & Baba, 1968
- Bembidion ajmonis Netolitzky, 1935
- Bembidion alaf Britton, 1948
- Bembidion alaskense Lindroth, 1962
- Bembidion algidum Andrewes, 1935
- Bembidion aliense Habu, 1973
- Bembidion alikhelicum Kirschenhofer, 1989
- Bembidion allegroi Toledano, 2008
- Bembidion almum J.R. Sahlberg, 1900
- Bembidion alpineanum Casey, 1924
- Bembidion alsium Coquerel, 1866
- Bembidion altaicum Gebler, 1833
- Bembidion altestriatum Netolitzky, 1934
- Bembidion alticola A. Fiori, 1903
- Bembidion altipeta Alluaud, 1917
- Bembidion amaurum Bates, 1883
- Bembidion ambiguum Dejean, 1831
- Bembidion americanum Dejean, 1831
- Bembidion amnicola J.R. Sahlberg, 1900
- Bembidion amoenum R.F. Sahlberg, 1844
- Bembidion ampliceps Casey, 1918
- Bembidion amurense Motschulsky, 1859
- Bembidion ancash Toledano, 2008
- Bembidion anchonoderus Bates, 1878
- Bembidion andinum Bates, 1891
- Bembidion andreae (Fabricius, 1787)
- Bembidion andrewesi Jedlicka, 1932
- Bembidion angelieri (Bonniard De Saludo, 1970)
- Bembidion angulicolle Putzeys, 1878
- Bembidion anguliferum (Leconte, 1852)
- Bembidion antarcticum Fairmaire, 1889
- Bembidion antennarium (Morvan, 1972)
- Bembidion anthracinum Germain, 1906
- Bembidion antiquum Dejean, 1831
- Bembidion antoinei Puel, 1935
- Bembidion apicale Menetries, 1832
- Bembidion approximatum (Leconte, 1852)
- Bembidion aquilum Andrewes, 1924
- Bembidion aratum (Leconte, 1852)
- Bembidion arcticum Lindroth, 1963
- Bembidion arenobilis Maddison, 2008
- Bembidion argaeicola Ganglbauer, 1905
- Bembidion argenteolum Ahrens, 1812
- Bembidion aricense (Jeannel, 1962)
- Bembidion arizonae Lindroth, 1963
- Bembidion armeniacum Chaudoir, 1846
- Bembidion armuelles Erwin, 1982
- Bembidion articulatoides Jedlicka, 1932
- Bembidion articulatum (Panzer, 1796)
- Bembidion ascendens K. Daniel, 1902
- Bembidion asiaeminoris Netolitzky, 1935
- Bembidion asiaticum Jedlicka, 1965
- Bembidion aspericolle (Germar, 1829)
- Bembidion assalemi Jedlicka, 1968
- Bembidion assimile Gyllenhal, 1810
- Bembidion astrabadense Mannerheim, 1844
- Bembidion ateradustum Liebherr, 2008
- Bembidion atillense Toledano, 2008
- Bembidion atlanticum Wollaston, 1854
- Bembidion atomarium Sharp, 1903
- Bembidion atripes (Motschulsky, 1844)
- Bembidion atrocaeruleum (Stephens, 1828)
- Bembidion atrox Andrewes, 1935
- Bembidion atrum Germain, 1906
- Bembidion aubei Solier, 1849
- Bembidion auratum Perkins, 1917
- Bembidion aureofuscum Bates, 1883
- Bembidion auxiliator Casey, 1924
- Bembidion avaricum Belousov & Sokolov, 1988
- Bembidion avidum Casey, 1918
- Bembidion axillare (Motschulsky, 1844)
- Bembidion azuayi Moret & Toledano, 2002
- Bembidion azurescens Dalla Torre, 1877
- Bembidion babaulti Andrewes, 1924
- Bembidion bactrianum K. Daniel, 1902
- Bembidion badakshanicum Mikhailov, 1988
- Bembidion baehri Toledano, 2000
- Bembidion baghlanicum Kirschenhofer, 1989
- Bembidion baicalicum (Motschulsky, 1844)
- Bembidion balcanicum Apfelbeck, 1899
- Bembidion balli Lindroth, 1962
- Bembidion bandotaro Morita, 1991
- Bembidion barkamense Toledano, 1998
- Bembidion barrense Erwin, 1982
- Bembidion basicorne Notman, 1920
- Bembidion basiplagiatoides Toledano, 2008
- Bembidion basiplagiatum Putzeys, 1878
- Bembidion basistriatum Fairmaire, 1893
- Bembidion bedelianum Netolitzky, 1918
- Bembidion beesoni Andrewes, 1933
- Bembidion bellorum Maddison, 2008
- Bembidion beloborodovi Belousov & Mikhailov, 1990
- Bembidion belousovi Toledano, 2000
- Bembidion bibliani Moret & Toledano, 2002
- Bembidion bicolor (Bonniard De Saludo, 1970)
- Bembidion bifossulatum (Leconte, 1852)
- Bembidion biguttatum Fabricius, 1779
- Bembidion bimaculatum (Kirby, 1837)
- Bembidion bipunctatum (Linne, 1761)
- Bembidion birulai Poppius, 1910
- Bembidion bisulcatum (Chaudoir, 1844)
- Bembidion blackburni Csiki, 1928
- Bembidion blackburni Sharp, 1903
- Bembidion blandulum Netolitzky, 1910
- Bembidion bodenheimeri Netolitzky, 1935
- Bembidion bolivari Moret & Toledano, 2002
- Bembidion bolsoni Toledano, 2002
- Bembidion bonariense Boheman, 1858
- Bembidion bonniardae Toledano, 2002
- Bembidion bordoni Toledano, 2008
- Bembidion botezati Netolitzky, 1922
- Bembidion bowditchii Leconte, 1878
- Bembidion boyaca Toledano, 2008
- Bembidion bracculatum Bates, 1889
- Bembidion brachythorax Lindroth, 1963
- Bembidion brancuccii Toledano, 2000
- Bembidion breve (Motschulsky, 1845)
- Bembidion brevistriatum Hayward, 1897
- Bembidion brittoni Fassati, 1955
- Bembidion brullei Gemminger & Harold, 1868
- Bembidion brunnicorne Dejean, 1831
- Bembidion bruxellense Wesmael, 1835
- Bembidion bualei Jacquelin du Val, 1852
- Bembidion bucephalum Netolitzky, 1920
- Bembidion bugnioni K. Daniel, 1902
- Bembidion bulgani Jedlicka, 1968
- Bembidion bulirschianum Toledano & Schmidt, 2008
- Bembidion buxtoni Basilewsky, 1953
- Bembidion californicum Hayward, 1897
- Bembidion caligatum Jeanne & Muller-Motzfeld, 1982
- Bembidion callacalla Toledano, 2008
- Bembidion callens Casey, 1918
- Bembidion callipeplum Bates, 1878
- Bembidion callosum Kuster, 1847
- Bembidion calverti Germain, 1906
- Bembidion camposi Moret & Toledano, 2002
- Bembidion canadianum Casey, 1924
- Bembidion cantalicum Fauvel, 1882
- Bembidion caoduroi Toledano, 2008
- Bembidion capito J. Muller, 1918
- Bembidion caporiaccoi Netolitzky, 1935
- Bembidion captivorum Netolitzky, 1943
- Bembidion caricum J.R. Sahlberg, 1908
- Bembidion carinatum (Leconte, 1852)
- Bembidion carinula Chaudoir, 1868
- Bembidion carnifex Netolitzky, 1922
- Bembidion carolinense Casey, 1924
- Bembidion carreli Moret & Toledano, 2002
- Bembidion cassinense (Roig-Junient & Gianuca, 2001)
- Bembidion castaneipenne Jacquelin du Val, 1852
- Bembidion castor Lindroth, 1963
- Bembidion castum Casey, 1918
- Bembidion catharinae Netolitzky, 1943
- Bembidion caucasicum (Motschulsky, 1844)
- Bembidion cavazzutii Toledano & Schmidt, 2008
- Bembidion cayambense Bates, 1891
- Bembidion cekalovici (Jeannel, 1962)
- Bembidion cekalovicianum Toledano, 2002
- Bembidion celisi (Basilewsky, 1955)
- Bembidion chakrata Andrewes, 1935
- Bembidion chalceipes Bates, 1878
- Bembidion chalceum Dejean, 1831
- Bembidion chalcodes Andrewes, 1935
- Bembidion championi Bates, 1882
- Bembidion charile Bates, 1867
- Bembidion charon Andrewes, 1926
- Bembidion chaudoirianum Csiki, 1928
- Bembidion chaudoirii Chaudoir, 1850
- Bembidion chilense Solier, 1849
- Bembidion chilesi Moret & Toledano, 2002
- Bembidion chimborazonum Bates, 1891
- Bembidion chinense Csiki, 1901
- Bembidion chintimini Erwin & Kavanaugh, 1981
- Bembidion chiriqui Erwin, 1982
- Bembidion chloreum Bates, 1873
- Bembidion chloropus Bates, 1883
- Bembidion chlorostictum Reed, 1874
- Bembidion christelae Ortuño & Arillo, 2010
- Bembidion cillenoides Jensen-haarup, 1910
- Bembidion cimmerium Andrewes, 1922
- Bembidion circassicum (Reitter, 1890)
- Bembidion cirtense Netolitzky, 1914
- Bembidion citulum Casey, 1918
- Bembidion ciudadense Bates, 1891
- Bembidion clarkii (Dawson, 1849)
- Bembidion clarum Andrewes, 1923
- Bembidion clemens Casey, 1918
- Bembidion cnemidotum Bates, 1883
- Bembidion cocuyanum Toledano, 2008
- Bembidion coecum (Sharp, 1903)
- Bembidion coelestinum (Motschulsky, 1844)
- Bembidion coeruleum Audinet-Serville, 1821
- Bembidion cognatum Dejean, 1831
- Bembidion collutum Bates, 1873
- Bembidion colombianum Toledano, 2008
- Bembidion coloradense Hayward, 1897
- Bembidion colvillense Lindroth, 1965
- Bembidion combustum Menetries, 1832
- Bembidion commissum Erichson, 1847
- Bembidion commotum Casey, 1918
- Bembidion compactum Andrewes, 1922
- Bembidion complanatum Heer, 1837
- Bembidion complanulum (Mannerheim, 1853)
- Bembidion compressum Lindroth, 1963
- Bembidion concoeruleum Netolitzky, 1943
- Bembidion concolor (Kirby, 1837)
- Bembidion concretum Casey, 1918
- Bembidion conforme Dejean, 1831
- Bembidion conforme Motschnlsky, 1844
- Bembidion confusum Hayward, 1897
- Bembidion conicolle Motschulsky, 1844
- Bembidion connivens (Leconte, 1852)
- Bembidion consimile Hayward, 1897
- Bembidion conspersum Chaudoir, 1868
- Bembidion constricticolle Hayward, 1897
- Bembidion constrictum (Leconte, 1848)
- Bembidion consuetum Casey, 1918
- Bembidion consummatum Bates, 1873
- Bembidion contractum Say, 1823
- Bembidion convergens C.Berg, 1883
- Bembidion convexiusculum Motschulsky, 1844
- Bembidion convexulum Hayward, 1897
- Bembidion cooteri Toledano & Schmidt, 2008
- Bembidion cordatum (Leconte, 1848)
- Bembidion cordicolle Jacquelin da Val, 1852
- Bembidion cordillerae Steinheil, 1869
- Bembidion coreanum Jedlicka, 1946
- Bembidion corsicum Csiki, 1928
- Bembidion cortes Erwin, 1982
- Bembidion corticarium Sharp, 1903
- Bembidion cotopaxi Moret & Toledano, 2002
- Bembidion coxendix Say, 1823
- Bembidion crassicorne Putzeys, 1872
- Bembidion crenulatum R.F. Sahlberg, 1844
- Bembidion crotchii Wollaston, 1864
- Bembidion cruciatum Dejean, 1831
- Bembidion csikii Jedlicka, 1932
- Bembidion cubanum Darlington, 1937
- Bembidion culminicola Piochard de la Brulerie, 1876
- Bembidion cumanum Lutshnik, 1938
- Bembidion cupido Andrewes, 1935
- Bembidion cupreolum Solsky, 1874
- Bembidion cupreostriatum Germain, 1906
- Bembidion curtulatum Casey, 1918
- Bembidion cyaneum Chaudoir, 1846
- Bembidion cyclodes Bates, 1884
- Bembidion cymindulum Andrewes, 1930
- Bembidion cymindulum Andrewes, 1930
- Bembidion dabashanicum Toledano, 2010
- Bembidion daccordii Toledano, 2005
- Bembidion dagestanum Jedlicka, 1962
- Bembidion daisetsuzanum Habu, 1958
- Bembidion daliangi Toledano, 2000
- Bembidion dalmatinum Dejean, 1831
- Bembidion dannieae Perrault, 1982
- Bembidion darlingtoni Mutchler, 1934
- Bembidion darlingtonicum Jedlicka, 1951
- Bembidion dauricum (Motschulsky, 1844)
- Bembidion davaai Jedlicka, 1968
- Bembidion daviacum Jedlicka, 1970
- Bembidion davidi (Schuler, 1956)
- Bembidion davidsoni Moret & Toledano, 2002
- Bembidion daxuense Toledano, 1998
- Bembidion debiliceps Casey, 1918
- Bembidion decolor Apfelbeck, 1911
- Bembidion decorum (Panzer, 1799)
- Bembidion degeense Toledano & Schmidt, 2008
- Bembidion dehiscens Broun, 1893
- Bembidion dejectum Casey, 1884
- Bembidion delamarei (Jeannel, 1962)
- Bembidion delerei Fassati, 1957
- Bembidion deletum Audinet-Serville, 1821
- Bembidion deliae (Morvan, 1973)
- Bembidion demartini Neri & Gudenzi, 2011
- Bembidion demidenkoae Dudko, 1999
- Bembidion dentelloides Netolitzky, 1943
- Bembidion dentellum (Thunberg, 1787)
- Bembidion deplanatum A. Morawitz, 1862
- Bembidion depressiusculum (Motschulsky, 1850)
- Bembidion depressum Menetries, 1832
- Bembidion derbesi Solier, 1849
- Bembidion derelictum Alluaud, 1926
- Bembidion diabola Erwin, 1982
- Bembidion dicksoniae (Wollaston, 1877)
- Bembidion dieckmanni Fassati, 1957
- Bembidion difficile (Motschulsky, 1844)
- Bembidion difforme (Motschulsky, 1844)
- Bembidion diligens Casey, 1918
- Bembidion dilutipenne Solsky, 1874
- Bembidion dimidiatum Menetries, 1832
- Bembidion discoideum Brulle, 1843
- Bembidion discordans Netolitzky, 1935
- Bembidion disjunctum Lindroth, 1963
- Bembidion distinguendum Jacquelin du Val, 1852
- Bembidion dolorosum (Motschulsky, 1850)
- Bembidion doris (Panzer, 1796)
- Bembidion dormeyeri Reitter, 1897
- Bembidion dorsale Say, 1823
- Bembidion dostali Kirschenhofer, 1984
- Bembidion dudichi Csiki, 1928
- Bembidion dufourii Perris, 1864
- Bembidion durangoense Bates, 1891
- Bembidion duvali Steinheil, 1869
- Bembidion dyscheres Netolitzky, 1943
- Bembidion echarouxi Toledano, 2000
- Bembidion echigonum Habu & Baba, 1957
- Bembidion edwardsi (Basilewsky, 1953)
- Bembidion egens Casey, 1918
- Bembidion ehikoense Habu, 1984
- Bembidion ejusmodi Landin, 1955
- Bembidion elatum Andrewes, 1930
- Bembidion elbursicum Netolitzky, 1939
- Bembidion eleonorae (Bonavita & Vigna Taglianti, 1993)
- Bembidion elevatum (Motschulsky, 1844)
- Bembidion ellipticocurtum Netolitzky, 1935
- Bembidion endymion Andrewes, 1935
- Bembidion engelhardti
- Bembidion ephippiger (Leconte, 1852)
- Bembidion ephippium (Marsham, 1802)
- Bembidion epistomale (Jeannel, 1962)
- Bembidion equatoriale Vandyke, 1953
- Bembidion eques Sturm, 1825
- Bembidion erasum Leconte, 1859
- Bembidion eregliense Jedlicka, 1961
- Bembidion errans Blackburn, 1888
- Bembidion erwini Perrault, 1982
- Bembidion escherichi Ganglbauer, 1897
- Bembidion espejoense Perrault, 1988
- Bembidion espejoense Perrault, 1991
- Bembidion eucheres Netolitzky, 1943
- Bembidion eupages Andrewes, 1934
- Bembidion eurydice Andrewes, 1926
- Bembidion eurygonum Bates, 1883
- Bembidion eutherum Andrewes, 1923
- Bembidion evanescens (Wollaston, 1877)
- Bembidion evidens Casey, 1918
- Bembidion exornatum Andrewes, 1930
- Bembidion exquisitum Andrewes, 1923
- Bembidion facchinii Toledano, 1998
- Bembidion falsum Blaisdell, 1902
- Bembidion faraticolle (Jeanne, 1995)
- Bembidion farkaci Toledano & Sciaky, 1998
- Bembidion farrarae Hatch, 1950
- Bembidion farsense Marggi & Huber, 1999
- Bembidion fasciolatum (Duftschmid, 1812)
- Bembidion fassatii Jedlicka, 1951
- Bembidion fellmanni (Mannerheim, 1823)
- Bembidion femoratum Sturm, 1825
- Bembidion ferghanicum Muller-Motzfeld & Kryzhanovskij, 1983
- Bembidion festivum Casey, 1918
- Bembidion fischeri Solier, 1849
- Bembidion flavopictum Casey, 1918
- Bembidion flavoposticatum Jacquelin du Val, 1855
- Bembidion flohri Bates, 1878
- Bembidion fluviatile Dejean, 1831
- Bembidion foraminosum Sturm, 1825
- Bembidion fortestriatum (Motschulsky, 1845)
- Bembidion fortunatum Wollaston, 1871
- Bembidion fossor (Wollaston, 1877)
- Bembidion foveatum W.J.Macleay, 1871
- Bembidion foveolatum Dejean, 1831
- Bembidion foveum Motschulsky, 1844
- Bembidion franiae Erwin, 1982
- Bembidion franzi Fassati, 1957
- Bembidion fraxator Menetries, 1832
- Bembidion friebi Netolitzky, 1914
- Bembidion frontale (Leconte, 1848)
- Bembidion fuchsii Blaisdell, 1902
- Bembidion fugax (Leconte, 1848)
- Bembidion fujiyamai Habu, 1958
- Bembidion fulbocinctum Bates, 1891
- Bembidion fulgens Sharp, 1903
- Bembidion fuliginosum Netolitzky, 1914
- Bembidion fulvipenne (Schuler, 1959)
- Bembidion fulvipes Sturm, 1827
- Bembidion fumatum Motschulsky, 1850
- Bembidion fumigatum (Duftschmid, 1812)
- Bembidion fusiforme Netolitzky, 1914
- Bembidion gabrielum (Bonniard De Saludo, 1970)
- Bembidion gagates Andrewes, 1924
- Bembidion gagneorum Liebherr, 2008
- Bembidion galapagoense (G.R.Waterhouse, 1845)
- Bembidion gansuense Jedlicka, 1965
- Bembidion gassneri Netolitzky, 1922
- Bembidion gautieri Netolitzky, 1921
- Bembidion gazella Antoine, 1925
- Bembidion geberti Marggi, 2011
- Bembidion gebieni Netolitzky, 1928
- Bembidion gebleri (Gebler, 1833)
- Bembidion gemmulipennis (Wollaston, 1877)
- Bembidion genei Kuster, 1847
- Bembidion geniculatum Heer, 1837
- Bembidion georgettae Perrault, 1982
- Bembidion gerdmuelleri Toledano, 2010
- Bembidion germainianum Toledano, 2002
- Bembidion gersdorfi Fassati, 1957
- Bembidion ghilarovi Mikhailov, 1988
- Bembidion giganteum J.R. Sahlberg, 1900
- Bembidion gilgit Andrewes, 1935
- Bembidion gilvipes Sturm, 1825
- Bembidion glabrum (Motschulsky, 1850)
- Bembidion glaciale Heer, 1837
- Bembidion glasunovi Mikhailov, 1988
- Bembidion gobiense Jedlicka, 1964
- Bembidion goetzi Jedlicka, 1965
- Bembidion golem Toledano & Schmidt, 2008
- Bembidion gordoni Lindroth, 1963
- Bembidion gotoense Habu, 1973
- Bembidion gotschii Chaudoir, 1846
- Bembidion graciliforme Hayward, 1897
- Bembidion grandiceps Hayward, 1897
- Bembidion grandipenne Schaum, 1862
- Bembidion granuliferum Lindroth, 1976
- Bembidion graphicum Casey, 1918
- Bembidion grapii Gyllenhal, 1827
- Bembidion gratiosum Casey, 1918
- Bembidion grayanus (Wollaston, 1877)
- Bembidion gredosanum (Jeanne, 1974)
- Bembidion grisvardi (De Wailly, 1949)
- Bembidion grosclauderi Normand, 1940
- Bembidion grossepunctatum Germain, 1906
- Bembidion guadarramense Gautier des Cottes, 1866
- Bembidion guamani Moret & Toledano, 2002
- Bembidion gudenzii (Neri, 1981)
- Bembidion guttula Fabricius, 1792
- Bembidion guttulatum Chaudoir, 1850
- Bembidion guttuloides De Monte, 1953
- Bembidion guzzettii Toledano, 2008
- Bembidion habui Jedlicka, 1965
- Bembidion hageni Hayward, 1897
- Bembidion hajeki Toledano & Schmidt, 2008
- Bembidion haleakalae Liebherr, 2008
- Bembidion hamanense Jedlicka, 1933
- Bembidion hansi Jedlicka, 1932
- Bembidion haruspex Casey, 1918
- Bembidion hastii C.R. Sahlberg, 1827
- Bembidion hasurada Andrewes, 1924
- Bembidion hauserianum Netolitzky, 1918
- Bembidion havelkai Fassati, 1955
- Bembidion hayachinense Nakane, 1979
- Bembidion hebeicum Toledano, 2008
- Bembidion heineri Toledano, 2011
- Bembidion heinzi Korge, 1971
- Bembidion heishuianum Toledano, 2008
- Bembidion herbertfranzi Toledano, 1998
- Bembidion hesperium Fall, 1910
- Bembidion hesperum Crotch, 1866
- Bembidion hetzeli Toledano & Schmidt, 2008
- Bembidion heydeni Ganglbauer, 1891
- Bembidion heyrovskyi Jedlicka, 1932
- Bembidion heyrovskyi Jedlicka, 1932
- Bembidion hiekei Muller-Motzfeld, 1986
- Bembidion hikosanum (Habu & Ueno, 1955)
- Bembidion himalayanum Andrewes, 1924
- Bembidion hiogoense Bates, 1873
- Bembidion hiranoi (Morita, 1996)
- Bembidion hirmocaelum Chaudoir, 1850
- Bembidion hirtipalposum Landin, 1955
- Bembidion hispanicum Dejean, 1831
- Bembidion hissaricum Netolitzky, 1943
- Bembidion hoberlandti Jedlicka, 1951
- Bembidion hoberlandtianum Fassati, 1959
- Bembidion hokitikense Bates, 1878
- Bembidion holconotum Andrewes, 1935
- Bembidion holconotum Andrewes, 1935
- Bembidion honestum Say, 1823
- Bembidion horioni Fassati, 1957
- Bembidion hornense (Jeannel, 1962)
- Bembidion horni Hayward, 1897
- Bembidion humboldtense Blaisdell, 1902
- Bembidion humboldti Moret & Toledano, 2002
- Bembidion humerale Sturm, 1825
- Bembidion hummleri J. Muller, 1918
- Bembidion hustachei Antoine, 1923
- Bembidion hyperboraeorum Munster, 1923
- Bembidion hypocrita Dejean, 1831
- Bembidion hysteron Netolitzky, 1943
- Bembidion ibericum Piochard de la Brulerie, 1868
- Bembidion icterodes Alluaud, 1933
- Bembidion idoneum Casey, 1918
- Bembidion idriae Meschnigg, 1934
- Bembidion ignicola Blackburn, 1879
- Bembidion igorot Darlington, 1959
- Bembidion iliense Iablokoff-Khnzorian, 1970
- Bembidion illuchi Moret & Toledano, 2002
- Bembidion imereticum Belousov & Sokolov, 1996
- Bembidion immaturum Lindroth, 1954
- Bembidion immunis Marsham, 1802
- Bembidion impotens Casey, 1918
- Bembidion improvidens Casey, 1924
- Bembidion inaense Habu, 1956
- Bembidion inaequale Say, 1823
- Bembidion incisum Andrewes, 1921
- Bembidion incognitum J. Muller, 1931
- Bembidion incommodum Netolitzky, 1926
- Bembidion inconspicuum Wollaston, 1864
- Bembidion inconstans Solier, 1849
- Bembidion incrematum LeConte, 1860
- Bembidion indistinctum Dejean, 1831
- Bembidion infans Andrewes, 1930
- Bembidion infuscatipenne Netolitzky, 1938
- Bembidion infuscatum Dejean, 1831
- Bembidion inoptatum Schaum, 1857
- Bembidion insidiosum Solsky, 1874
- Bembidion insulatum (Leconte, 1852)
- Bembidion integrum Casey, 1918
- Bembidion intermedium (Kirby, 1837)
- Bembidion interventor Lindroth, 1963
- Bembidion iphigenia Netolitzky, 1931
- Bembidion iranicum Jedlicka, 1962
- Bembidion iricolor Bedel, 1879
- Bembidion iridescens (Leconte, 1852)
- Bembidion iridipenne Bousquet & Webster, 2006
- Bembidion irregulare Netolitzky, 1934
- Bembidion irroratum Reitter, 1891
- Bembidion ispartanum Netolitzky, 1930
- Bembidion israelita Raviza, 1971
- Bembidion italicum De Monte, 1943
- Bembidion ixtatan Erwin, 1982
- Bembidion jacksoniense Guerin Meneville, 1830
- Bembidion jacobianum Casey, 1918
- Bembidion jacobseni Jensen–Haarup, 1910
- Bembidion jacobsoni Mikhailov, 1988
- Bembidion jacqueti (Jeannel, 1941)
- Bembidion jaechi Toledano, 2000
- Bembidion jamaicense Darlington, 1934
- Bembidion janatai Toledano, 2008
- Bembidion jani Toledano, 1998
- Bembidion japonicum Jedlicka, 1961
- Bembidion jaroslavi Toledano & Schmidt, 2008
- Bembidion jeanneli Alluaud, 1939
- Bembidion jeannelicum Toledano, 2002
- Bembidion jedlickai Fassati, 1945
- Bembidion jelineki Toledano, 2009
- Bembidion jimburae Moret & Toledano, 2002
- Bembidion jintangi Toledano & Schmidt, 2008
- Bembidion joachimschmidti Toledano, 2008
- Bembidion josephi Bonavita, 2001
- Bembidion jucundum G.Horn, 1895
- Bembidion judaicum J.R. Sahlberg, 1908
- Bembidion julianum De Monte, 1943
- Bembidion justinae Meschnigg, 1947
- Bembidion kabakovi Mikhailov, 1984
- Bembidion kaloprosopon Toledano & Sciaky, 2004
- Bembidion kalumae Lindroth, 1963
- Bembidion kamakou Liebherr, 2008
- Bembidion kamikochii Jedlicka, 1965
- Bembidion kara Andrewes, 1921
- Bembidion kareli Toledano, 2008
- Bembidion karinae Schmidt, 2009
- Bembidion karokhense Marggi, 2003
- Bembidion karounense Jedlicka, 1959
- Bembidion kartalinicum Lutshnik, 1938
- Bembidion kaschmirense Netolitzky, 1920
- Bembidion kauaiense (Sharp, 1903)
- Bembidion kazakhstanicum Kryzhanovskij, 1979
- Bembidion kempi Andrewes, 1922
- Bembidion kenyense (Alluaud, 1917)
- Bembidion khanakense Mikhailov, 1984
- Bembidion khuchuchani Toledano, 2008
- Bembidion kilimanum Alluaud, 1908
- Bembidion kimurai Morita, 2008
- Bembidion kiritschenkoi Mikhailov, 1984
- Bembidion kirschenhoferi (Muller-Motzfeld, 1988)
- Bembidion kishimotoi (Morita, 1996)
- Bembidion kivuanum (Basilewsky, 1951)
- Bembidion klapperichi Jedlicka, 1953
- Bembidion klapperichianum Fassati, 1957
- Bembidion kmecoi Toledano & Nakladal, 2011
- Bembidion koebelei Sharp, 1903
- Bembidion koikei Habu & Baba, 1960
- Bembidion kolbei C.Bruch
- Bembidion komareki Fassati, 1955
- Bembidion kryzhanovskii Mikhailov, 1988
- Bembidion kucerai Toledano, 2008
- Bembidion kuesteri Schaum, 1845
- Bembidion kuhitangi Mikhailov & Belousov, 1991
- Bembidion kulzeri Netolitzky, 1935
- Bembidion kunarense Kirschenhofer, 1989
- Bembidion kuprianovii Mannerheim, 1843
- Bembidion kurdistanicum Netolitzky, 1920
- Bembidion kurram Andrewes, 1935
- Bembidion kuscheli (Jeannel, 1962)
- Bembidion lachnophoroides Darlington, 1926
- Bembidion lacrimans Netolitzky, 1935
- Bembidion lacunarium (Zimmermann, 1869)
- Bembidion ladakense Andrewes, 1924
- Bembidion ladas Andrewes, 1924
- Bembidion laetum Brulle, 1836
- Bembidion laevibase (Reitter, 1902)
- Bembidion laevigatum Say, 1830
- Bembidion laevipenne G. Muller, 1918
- Bembidion lafertei Jacquelin du Val, 1852
- Bembidion lais Bedel, 1900
- Bembidion lamproides Netolitzky, 1920
- Bembidion lampros (Herbst, 1784)
- Bembidion languens Andrewes, 1935
- Bembidion lapponicum Zetterstedt, 1828
- Bembidion lares Toledano, 2008
- Bembidion latebricola Casey, 1918
- Bembidion laticolle (Dufischmid, 1812)
- Bembidion latinum Netolitzky, 1911
- Bembidion latiplaga Chaudoir, 1850
- Bembidion lavernae Erwin, 1982
- Bembidion laxatum Casey, 1918
- Bembidion leander Andrewes, 1935
- Bembidion lecontei Csiki, 1928
- Bembidion ledouxianum Kirschenhofer, 1989
- Bembidion lenae Csiki, 1928
- Bembidion leonense Jeanne & Muller-Motzfeld, 1982
- Bembidion leonhardi Netolitzky, 1909
- Bembidion leptaleum Andrewes, 1922
- Bembidion leucolenum Bates, 1873
- Bembidion leucoscelis Chaudoir, 1850
- Bembidion leve Andrewes, 1924
- Bembidion levettei Casey, 1918
- Bembidion liangi Toledano & Schmidt, 2008
- Bembidion liliputanum (J. Sahlberg, 1908)
- Bembidion limatum Andrewes, 1924
- Bembidion lindbergi Schuler, 1959
- Bembidion lindrothellum Erwin & Kavanaugh, 1981
- Bembidion liparum Andrewes, 1935
- Bembidion lirykense Reitter, 1908
- Bembidion lissonotoides Kirschenhofer, 1989
- Bembidion lissonotum Bates, 1873
- Bembidion litorale (Olivier, 1790)
- Bembidion livens Andrewes, 1930
- Bembidion lobanovi Mikhailov, 1984
- Bembidion loeffleri Jedlicka, 1963
- Bembidion loefflerianum Jedlicka, 1963
- Bembidion lonae Jensen-Haarup, 1910
- Bembidion longipenne Putzeys, 1846
- Bembidion longipes K. Daniel, 1902
- Bembidion longriba Toledano & Schmidt, 2008
- Bembidion lorenzi Toledano, 2002
- Bembidion loricatum Andrewes, 1922
- Bembidion lorquinii Chaudoir, 1868
- Bembidion loscondesi Toledano, 2002
- Bembidion louisella Maddison, 2008
- Bembidion lucifugum (Neri & Pavesi, 1989)
- Bembidion lucillum Bates, 1883
- Bembidion luculentum Casey, 1918
- Bembidion lugubre LeConte, 1857
- Bembidion luhuoense Toledano, 1998
- Bembidion luisae Toledano, 2000
- Bembidion lulinense Habu, 1973
- Bembidion lummi Erwin & Kavanaugh, 1981
- Bembidion lunatum Duftschmid, 1812
- Bembidion luniferum Andrewes, 1924
- Bembidion lunulatum Geoffroy, 1785
- Bembidion luridicorne Solsky, 1874
- Bembidion lycicum Jeanne, 1996
- Bembidion lysander Andrewes, 1935
- Bembidion mackinderi (Alluaud, 1917)
- Bembidion macrogonum Bates, 1891
- Bembidion macropterum J.R. Sahlberg, 1880
- Bembidion maculatum Dejean, 1831
- Bembidion maculiferum Gemminger & Harold, 1868
- Bembidion maddisoni Toledano, 2000
- Bembidion maeklini Leconte, 1863
- Bembidion magellense Schauberger, 1922
- Bembidion magrinii Toledano, 2011
- Bembidion mallmaense Toledano, 2008
- Bembidion mandarin Netolitzky, 1939
- Bembidion mandibulare Solier, 1849
- Bembidion mandlianum Fassati, 1957
- Bembidion manfredschmidi Kirschenhofer, 1985
- Bembidion manicatum Andrewes, 1935
- Bembidion mannerheimii C.R. Sahlberg, 1827
- Bembidion manningense Lindroth, 1969
- Bembidion maorinum Bates, 1867
- Bembidion marginatum Solier, 1849
- Bembidion marginipenne Solsky, 1874
- Bembidion marinianum Casey, 1924
- Bembidion maritimum (Stephens, 1839)
- Bembidion maroccanum Antoine, 1923
- Bembidion martachemai (Toribio, 2002)
- Bembidion marthae Reitter, 1902
- Bembidion marussii De Monte, 1956
- Bembidion massaicum (Antoine, 1962)
- Bembidion mathani Moret & Toledano, 2002
- Bembidion mckinleyi Fall, 1926
- Bembidion megalops (Wollaston, 1877)
- Bembidion melanopodum Solier, 1849
- Bembidion mellissii Wollaston, 1869
- Bembidion menander Andrewes, 1935
- Bembidion mendocinum Jensen-Haarup, 1910
- Bembidion menetriesii (Kolenati, 1845)
- Bembidion mesasiaticum Mikhailov, 1988
- Bembidion meschniggi Netolitzky, 1943
- Bembidion mexicanum Dejean, 1831
- Bembidion mikitjukovi Mikhailov, 1997
- Bembidion mikyskai Toledano & Schmidt, 2008
- Bembidion milleri Jacquelin du Val, 1852
- Bembidion mimekara Toledano, 2010
- Bembidion mimus Hayward, 1897
- Bembidion mingrelicum Belousov & Sokolov, 1994
- Bembidion minimum (Fabricius, 1792)
- Bembidion minoum Huber & Marggi, 1997
- Bembidion mirasoi Jensen-Haarup, 1910
- Bembidion mirzayani (Morvan, 1973)
- Bembidion misellum Harold, 1877
- Bembidion miwai Jedlicka, 1946
- Bembidion mixtum Schaum, 1863
- Bembidion modestum (Fabricius, 1801)
- Bembidion modocianum Casey, 1924
- Bembidion molokaiense Sharp, 1903
- Bembidion mondatum Netolitzky, 1920
- Bembidion montanum Rambur, 1838
- Bembidion montei Fassati, 1959
- Bembidion monticola Sturm, 1825
- Bembidion morawitzi Csiki, 1928
- Bembidion moreti Toledano, 2008
- Bembidion moritai Toledano, 2000
- Bembidion mormon Hayward, 1897
- Bembidion morulum Leconte, 1863
- Bembidion morvanianum Muller-Motzfeld, 1986
- Bembidion motschulskyi Csiki, 1928
- Bembidion motzfeldi Belousov & Sokolov, 1994
- Bembidion moursyi Abdel-Dayem, 1998
- Bembidion m-signatum Jensen-Haarup, 1910
- Bembidion mucubaji Perrault, 1988
- Bembidion muellermotzfeldi Toledano, 2000
- Bembidion multipunctatum (Motschulsky, 1850)
- Bembidion mundatum Netolitzky, 1920
- Bembidion mundum (Leconte, 1852)
- Bembidion munroi Sharp, 1903
- Bembidion murrilloense Toledano, 2008
- Bembidion mus (Netolitzky, 1931)
- Bembidion musae Broun, 1882
- Bembidion muscicola Hayward, 1897
- Bembidion mutatum Gemminger & Harold, 1868
- Bembidion nahuala Erwin, 1982
- Bembidion narzikulovi Kryzhanovskij, 1972
- Bembidion nebraskense Leconte, 1863
- Bembidion negreanum Toledano, 2002
- Bembidion negrei Habu, 1958
- Bembidion nemrutdagi Toledano & Rebl, 2006
- Bembidion neocoerulescens Bousquet In Bousquet & Larochelle, 1993
- Bembidion neodelamarei Toledano, 2008
- Bembidion neresheimeri J. Muller, 1929
- Bembidion nerii Toledano, 2008
- Bembidion netolitzkyanum Schatzmayr, 1940
- Bembidion netolitzkyi Krausse, 1910
- Bembidion nigricorne Gyllenhal, 1827
- Bembidion nigripes (Kirby, 1837)
- Bembidion nigritum Solier, 1849
- Bembidion nigrivestis Bousquet, 2006
- Bembidion nigrocoeruleum Hayward, 1897
- Bembidion nigropiceum (Marsham, 1802)
- Bembidion nigrum Say, 1823
- Bembidion niloticum Dejean, 1831
- Bembidion nipponicum (Habu & Ueno, 1955)
- Bembidion nirasawai Morita, 2008
- Bembidion nitidicolle Bousquet, 2006
- Bembidion nitidum (Kirby, 1837)
- Bembidion nivicola Andrewes, 1929
- Bembidion nobile Rottenberg, 1870
- Bembidion nogalesium Casey, 1924
- Bembidion nonaginta Toledano, 2008
- Bembidion normannum Dejean, 1831
- Bembidion notatum Andrewes, 1922
- Bembidion nubiculosum Chaudoir, 1868
- Bembidion nubigena (Wollaston, 1877)
- Bembidion nudipenne Lindroth, 1963
- Bembidion nuncaestimatum Netolitzky, 1939
- Bembidion obenbergeri Lutshnik, 1928
- Bembidion oberthueri Hayward, 1901
- Bembidion obliquulum Leconte, 1859
- Bembidion obliquum Sturm 1825
- Bembidion obliteratum Solier, 1849
- Bembidion obscurellum (Motschulsky, 1845)
- Bembidion obscuripenne Blaisdell, 1902
- Bembidion obscuromaculatum (Motschulsky, 1859)
- Bembidion obtusangulum Leconte, 1863
- Bembidion obtusidens Fall, 1922
- Bembidion obtusum Audinet-Serville, 1821
- Bembidion occultator Notman, 1919
- Bembidion ochsi (Schuler, 1959)
- Bembidion octomaculatum (Goeze, 1777)
- Bembidion ocylum Jedlicka, 1933
- Bembidion ohkurai Morita, 1992
- Bembidion ohtsukai (Morita, 1996)
- Bembidion olegleonidovici Fassati, 1990
- Bembidion olemartini Kirschanhofer, 1984
- Bembidion onorei Moret & Toledano, 2002
- Bembidion operosum Casey, 1918
- Bembidion oppressum Casey, 1918
- Bembidion opulentum Nietner, 1858
- Bembidion orbiferum Bates, 1878
- Bembidion oregonense Hatch, 1953
- Bembidion orinum Andrewes, 1922
- Bembidion orregoi Germain, 1906
- Bembidion osculans Casey, 1918
- Bembidion ovale Motschulsky, 1844
- Bembidion ovalipenne Solsky, 1874
- Bembidion ovoideum Marggi & Huber, 1999
- Bembidion ovulum Netolitzky, 1910
- Bembidion oxapampa Toledano, 2008
- Bembidion oxyglymma Bates, 1883
- Bembidion ozarkense Maddison & Hildebrandt, 2011
- Bembidion pacificum Blackburn, 1878
- Bembidion paediscum Bates, 1883
- Bembidion pallideguttula Jensen-Haarup, 1910
- Bembidion pallidicorne J. Muller, 1921
- Bembidion pallidipenne (Illiger, 1802)
- Bembidion pallidiveste Carret, 1905
- Bembidion pamiricola Lutshnik, 1930
- Bembidion panda Toledano, 2000
- Bembidion paracomplanatum Nitzu, 1995
- Bembidion paraenulum Maddison & Arnold, 2009
- Bembidion parallelipenne Chaudoir, 1850
- Bembidion paralongulum Toledano, 2002
- Bembidion paratomarium Liebherr, 2008
- Bembidion parconaturaviva Toledano, 2010
- Bembidion parepum Jedlicka, 1933
- Bembidion parsorum Natolitzky, 1934
- Bembidion parviceps Bates, 1878
- Bembidion pascoense Toledano, 2008
- Bembidion patruele Dejean, 1831
- Bembidion paulinae Moret & Toledano, 2002
- Bembidion paulinoi Heyden, 1870
- Bembidion pavesii Toledano & Schmidt, 2008
- Bembidion pedestre (Motschulsky, 1844)
- Bembidion pedicellatum Leconte, 1857
- Bembidion peleum Jedlicka, 1933
- Bembidion peliopterum Chaudoir, 1850
- Bembidion penai Toledano, 2002
- Bembidion penninum Netolitzky, 1918
- Bembidion perbrevicolle Casey, 1924
- Bembidion perditum Netolitzky, 1920
- Bembidion perkinsi Sharp, 1903
- Bembidion pernotum Casey, 1918
- Bembidion pernotum Casey, 1918
- Bembidion perraulti Moret & Toledano, 2002
- Bembidion persephone Andrewes, 1926
- Bembidion persicum Menetries, 1832
- Bembidion persimile A. Morawitz, 1862
- Bembidion perspicuum (Leconte, 1848)
- Bembidion peruvianum Brethes, 1920
- Bembidion peterseni Jensen-Haarup, 1910
- Bembidion petrimagni Netolitzky, 1920
- Bembidion petrosum Gebler, 1833
- Bembidion pfizenmayeri Netolitzky, 1943
- Bembidion phaedrum Andrewes, 1923
- Bembidion phaedrum Andrewes, 1923
- Bembidion phoeniceum Huber & Marggi, 1997
- Bembidion phriganobium Belousov & Sokolov, 1996
- Bembidion piceocyaneum Solsky, 1874
- Bembidion pieroi Toledano, 2000
- Bembidion pierrei Toledano, 2008
- Bembidion pilatei Chaudoir, 1868
- Bembidion pimanum Casey, 1918
- Bembidion pindicum Apfelbeck, 1901
- Bembidion pinkeri Netolitzky, 1935
- Bembidion placeranum Casey, 1924
- Bembidion placitum Bates, 1878
- Bembidion planatum (Leconte, 1848)
- Bembidion planiusculum Mannerheim, 1843
- Bembidion planum (Haldeman, 1843)
- Bembidion platyderoides (Wollaston, 1877)
- Bembidion platypterum Solsky, 1874
- Bembidion pliculatum Bates, 1883
- Bembidion plutenkoi Toledano, 2008
- Bembidion pluto Andrewes, 1924
- Bembidion poculare Bates, 1884
- Bembidion pogonoides Bates, 1883
- Bembidion pogonopsis Alluaud, 1933
- Bembidion pokharense Habu, 1973
- Bembidion poli Toledano & Sciaky, 2004
- Bembidion polites Andrewes, 1935
- Bembidion politum (Motschulsky, 1845)
- Bembidion poppii Netolitzky, 1914
- Bembidion portoricense Darlington, 1939
- Bembidion posticale Germain, 1906
- Bembidion postremum Say, 1830
- Bembidion praecinctum Leconte, 1879
- Bembidion praeustum Dejean, 1831
- Bembidion prasinum (Duftschmid, 1812)
- Bembidion praticola Lindroth, 1963
- Bembidion properans (Stephens, 1828)
- Bembidion proportionale Jensen-Haarup, 1910
- Bembidion proprium Blackburn, 1888
- Bembidion proteron Netolitzky, 1920
- Bembidion pseudocautum Lindroth, 1963
- Bembidion pseudoconsumatum Kirschenhofer, 1984
- Bembidion pseudocyaneum Belousov & Sokolov, 1994
- Bembidion pseudoerasum Lindroth, 1963
- Bembidion pseudokara Toledano, 2010
- Bembidion pseudolucillum Netolitzky, 1938
- Bembidion pseudosiebkei Kirschenhofer, 1984
- Bembidion pseudovale Toledano, 2008
- Bembidion psilodorum Andrewes, 1933
- Bembidion psuchrum Andrewes, 1922
- Bembidion punctatellum (Motschulsky, 1844)
- Bembidion punctatostriatum Say, 1823
- Bembidion punctigerum Solier, 1849
- Bembidion punctulatum Drapiez, 1820
- Bembidion punctulipenne Bates, 1878
- Bembidion purulha Erwin, 1982
- Bembidion putzeysi Csiki, 1928
- Bembidion pygmaeum (Fabricius, 1792)
- Bembidion pyrenaeum Dejean, 1831
- Bembidion pyxidum Moret & Toledano, 2002
- Bembidion qinghaicum Toledano, 1998
- Bembidion quadratulum Notman, 1919
- Bembidion quadricolle (Motschulsky, 1844)
- Bembidion quadrifossulatum Schaum, 1862
- Bembidion quadrifoveolatum Mannerheim, 1843
- Bembidion quadriimpressum (Motschulsky, 1860)
- Bembidion quadrimaculatum (Linne, 1761)
- Bembidion quadriplagiatum (Motschulsky, 1844)
- Bembidion quadripustulatum Audinet-Serville, 1821
- Bembidion quadrulum Leconte, 1861
- Bembidion quailaicum Kirschenhofer, 1984
- Bembidion quebrada Toledano, 2008
- Bembidion quetzal Erwin, 1982
- Bembidion radians Andrewes, 1922
- Bembidion radians Andrewes, 1922
- Bembidion rapidum (Leconte, 1848)
- Bembidion rapola Toledano, 2008
- Bembidion rawlinsi Moret & Toledano, 2002
- Bembidion rebeccae Toledano, 1998
- Bembidion rebeccanum Toledano, 2008
- Bembidion rebli Toledano, 2008
- Bembidion rectangulum Jacquelin du Val, 1852
- Bembidion recticolle Leconte, 1863
- Bembidion regale Andrewes, 1922
- Bembidion regismontium Netolitzky, 1943
- Bembidion reichardti Lutshnik, 1930
- Bembidion reiseri Apfelbeck, 1902
- Bembidion relictum Apfelbeck, 1904
- Bembidion renei Toledano, 2002
- Bembidion renoanum Casey, 1918
- Bembidion retipenne J. Muller, 1918
- Bembidion rhaeticum Heer, 1837
- Bembidion rhodopense Apfelbeck, 1902
- Bembidion richterianum Muller-Motzfeld, 1988
- Bembidion rickmersi Reitter, 1898
- Bembidion rilong Toledano & Schmidt, 2008
- Bembidion riobamba Toledano, 2008
- Bembidion rionicum Muller-Motzfeld, 1983
- Bembidion ripicola L. Dufour, 1820
- Bembidion roberti Toledano, 2000
- Bembidion roborovskii Mikhailov, 1988
- Bembidion robusticolle Hayward, 1897
- Bembidion rogersi Bates, 1878
- Bembidion rogersi Bates, 1878
- Bembidion rolandi Fall, 1922
- Bembidion roosevelti Pic, 1902
- Bembidion rosslandicum Lindroth, 1963
- Bembidion rothfelsi Maddison, 2008
- Bembidion rotundicolle Bates, 1874
- Bembidion rubidum Andrewes, 1924
- Bembidion rubiginosum Leconte, 1879
- Bembidion rucillum Darlington, 1939
- Bembidion rude De Monte, 1947
- Bembidion rude Sharp, 1903
- Bembidion ruffoi Toledano & Schmidt, 2008
- Bembidion ruficolle (Panzer, 1796)
- Bembidion rufimacula J. Muller, 1918
- Bembidion rufinum Lindroth, 1963
- Bembidion rufosuffusus (Wollaston, 1877)
- Bembidion rufotibiellum Fairmaire, 1888
- Bembidion rufotinctum Chaudoir, 1868
- Bembidion rufum Mikhailov, 1996
- Bembidion rugosellum (Jeannel, 1962)
- Bembidion rusticum Casey, 1918
- Bembidion ruthenum Tschitscherine, 1895
- Bembidion ruwenzoricum (Alluaud, 1933)
- Bembidion ryei Jensen-Haarup, 1910
- Bembidion sajanum Shilenkov, 1995
- Bembidion salebratum (Leconte, 1848)
- Bembidion salinarium Casey, 1918
- Bembidion sanandresi Toledano, 2002
- Bembidion sanatum Bates, 1883
- Bembidion sanctaemarthae Darlington, 1934
- Bembidion sapporense Jedlicka, 1951
- Bembidion saragurense Moret & Toledano, 2002
- Bembidion sarpedon Casey, 1918
- Bembidion satanas Andrewes, 1924
- Bembidion satellites Bates, 1884
- Bembidion satoi Morita, 1993
- Bembidion saxatile Gyllenhal, 1827
- Bembidion scapulare Dejean, 1831
- Bembidion scenicum Casey, 1918
- Bembidion schermanni Kirschenhofer, 1985
- Bembidion schillhammeri Toledano, 1998
- Bembidion schmidti Wollaston, 1854
- Bembidion schoedli Toledano, 2005
- Bembidion schoenmanni Toledano, 2000
- Bembidion schuelkei Toledano, 2000
- Bembidion schueppelii Dejean, 1831
- Bembidion sciakyi Toledano, 1999
- Bembidion scitulum Erichson, 1834
- Bembidion scopulinum (Kirby, 1837)
- Bembidion scotti Netolitzky, 1931
- Bembidion scudderi Leconte, 1878
- Bembidion sculpturatum (Motschulsky, 1859)
- Bembidion scyticum K. Daniel, 1902
- Bembidion seijii Toledano, 2009
- Bembidion semenovi Lindroth, 1965
- Bembidion semibraccatum Netolitzky, 1911
- Bembidion semicinctum Notman, 1919
- Bembidion semifasciatum Say, 1830
- Bembidion semiferrugineum Kirschenhofer, 1984
- Bembidion semilotum Netolitzky, 1911
- Bembidion semilunium Netolitzky, 1914
- Bembidion seminskiense Shilenkov, 1990
- Bembidion semiopacum Casey, 1924
- Bembidion semipunctatum (Danovan, 1806)
- Bembidion semistriatum (Haldeman, 1843)
- Bembidion sengleti Toledano & Marggi, 2007
- Bembidion sequoiae Lindroth, 1963
- Bembidion seriatum (Motschulsky, 1844)
- Bembidion serpentinum Landin, 1955
- Bembidion servillei Solier, 1849
- Bembidion sevanense Belousov, 1990
- Bembidion sexfoveatum Germain, 1906
- Bembidion shikokuense (Morita, 1996)
- Bembidion shilenkovi Morita, 1989
- Bembidion shimoyamai Habu, 1978
- Bembidion shugela Toledano, 2000
- Bembidion shunichii Habu, 1973
- Bembidion sibiricum Dejean, 1831
- Bembidion siculum Dejean, 1831
- Bembidion sierricola Casey, 1924
- Bembidion signatipenne Jacquelin du Val, 1852
- Bembidion sillemi Netolitzky, 1935
- Bembidion silvicola (Jeannel, 1962)
- Bembidion simienense (Basilewsky, 1957)
- Bembidion simplex Hayward, 1897
- Bembidion sirinae Moret & Toledano, 2002
- Bembidion siticum Casey, 1918
- Bembidion sjoelanderi Jedlicka, 1965
- Bembidion sjoestedti (Alluaud, 1926)
- Bembidion skoraszewskyi Korge, 1971
- Bembidion smaragdinum Sharp, 1903
- Bembidion smetanai Toledano & Schmidt, 2008
- Bembidion smirnovi Kryzhanovskij, 1979
- Bembidion soederbomi Jedlicka, 1965
- Bembidion sogdianum Belousov & Mikhailov, 1990
- Bembidion sokolowskii Fassati, 1957
- Bembidion solanum Jedlicka, 1965
- Bembidion solieri Gemminger & Harold, 1868
- Bembidion solitarium Lindroth, 1976
- Bembidion solskyi Netolitzky, 1934
- Bembidion sordidum (Kirby, 1837)
- Bembidion sparsum Bates, 1882
- Bembidion speciense Jedlicka, 1932
- Bembidion speciense Jedlicka, 1932
- Bembidion spectans Jedlicka, 1933
- Bembidion sperans Netolitzky, 1931
- Bembidion sphaeroderum Bates, 1882
- Bembidion sphaeruliferum Bates, 1891
- Bembidion spinolai Solier, 1849
- Bembidion splendens Andrewes, 1923
- Bembidion splendidum Sturm, 1825
- Bembidion sporadicum J.R. Sahlberg, 1903
- Bembidion spretum Dejean, 1831
- Bembidion spurcum Blackburn, 1881
- Bembidion staneki Maran, 1932
- Bembidion starkii Schaum, 1860
- Bembidion steinbuehleri Ganglbauer, 1891
- Bembidion steini Netolitzky, 1914
- Bembidion stenoderum Bates, 1873
- Bembidion stephensii Crotch, 1866
- Bembidion sterbai Jedlicka, 1965
- Bembidion sterbai Jedlicka, 1965
- Bembidion stewartense Lindroth, 1976
- Bembidion stillaguamish Hatch, 1950
- Bembidion stolfai J. Muller, 1943
- Bembidion straussi Netolitzky, 1910
- Bembidion striaticeps Andrewes, 1935
- Bembidion striatum (Fabricius, 1792)
- Bembidion stricticolle Germain, 1906
- Bembidion strictum (Schuler, 1962)
- Bembidion subaerarium Casey, 1924
- Bembidion subapterum Darlington, 1934
- Bembidion subcostatum (Motschulsky, 1850)
- Bembidion subcylindricum Reitter, 1892
- Bembidion subfasciatum Chaudoir, 1850
- Bembidion subflavescens Antoine, 1944
- Bembidion subfusum Darlington, 1959
- Bembidion subimpressum Kirschenhofer, 1989
- Bembidion sublimbatus (Wollaston, 1877)
- Bembidion submaculatum Bates, 1878
- Bembidion submutatum Netolitzky, 1911
- Bembidion subplagiatum J.R. Sahlberg, 1908
- Bembidion suensoni Kirschenhofer, 1984
- Bembidion sulcicolle J.R. Sahlberg, 1880
- Bembidion sulcipenne J.R. Sahlberg, 1880
- Bembidion sulfurarium Moret & Toledano, 2002
- Bembidion suturale Motschulsky, 1850
- Bembidion tabellatum Wollaston, 1854
- Bembidion taguense Toledano, 2000
- Bembidion tairuense Bates, 1878
- Bembidion taiwanum Netolitzky, 1939
- Bembidion taiyuanense Kirschenhofer, 1984
- Bembidion takasagonis Habu, 1973
- Bembidion tambra Andrewes, 1923
- Bembidion tauricum J. Muller, 1918
- Bembidion tekapoense Broun, 1886
- Bembidion tenellum Erichson, 1837
- Bembidion teradai Toledano, 2009
- Bembidion teres Blackburn, 1881
- Bembidion terminale Heer, 1841
- Bembidion tesselatum Brulle, 1843
- Bembidion testaceum (Duftschmid, 1812)
- Bembidion tethys Netolitzky, 1926
- Bembidion tetracolum Say, 1823
- Bembidion tetragrammum Chaudoir, 1846
- Bembidion tetraporum Bates, 1883
- Bembidion tetrasemum Chaudoir, 1846
- Bembidion tibiale (Duftschmid, 1812)
- Bembidion tigrinum Leconte, 1879
- Bembidion timidum (Leconte, 1848)
- Bembidion tinctum Zetterstedt, 1828
- Bembidion tizianoi Marggi & Huber, 1999
- Bembidion tolbonuri Muller-Motzfeld, 1984
- Bembidion toledanoi Schmidt, 2004
- Bembidion topali (Negre, 1973)
- Bembidion torosiense Jedlicka, 1961
- Bembidion torosum Marggi & Huber, 1999
- Bembidion townsendi Lindroth, 1976
- Bembidion trabzonicum Belousov & Sokolov, 1994
- Bembidion trajectum Netolitzky, 1939
- Bembidion transcaucasicum Lutshnik, 1938
- Bembidion transparens (Gebler, 1829)
- Bembidion transsylvanicum Bielz, 1852
- Bembidion transversale Dejean, 1831
- Bembidion transversum J. Muller, 1918
- Bembidion trebinjense Apfelbeck, 1899
- Bembidion trechiforme (Leconte, 1852)
- Bembidion trechoides (Wollaston, 1877)
- Bembidion triviale Casey, 1918
- Bembidion tropicale (Bruneau De Mire, 1952)
- Bembidion tropicum Chaudoir, 1876
- Bembidion tunuyanense Jensen-Haarup, 1910
- Bembidion turcicum Gemminger & Harold, 1868
- Bembidion turnai Toledano, 1998
- Bembidion turquinum Darlington, 1937
- Bembidion uenoianum (Morita, 1996)
- Bembidion ugartei Toledano, 2002
- Bembidion ulkei Lindroth, 1963
- Bembidion umbratum (Leconte, 1848)
- Bembidion umeayi Habu, 1959
- Bembidion umeyai Habu, 1959
- Bembidion umi Sasakawa, 2007
- Bembidion umiatense Lindroth, 1963
- Bembidion unifasciatum (Bonniard De Saludo, 1970)
- Bembidion urewerense Lindroth, 1976
- Bembidion uruguayense Csiki, 1928
- Bembidion ustum Quensel, 1806
- Bembidion vaillanti Schuler, 1956
- Bembidion validum Netolitzky, 1920
- Bembidion vandykei Blaisdell, 1902
- Bembidion varicolor Fabricius, 1803
- Bembidion variegatum Say, 1823
- Bembidion variola Netolitzky, 1910
- Bembidion variolatum Mikhailov, 1983
- Bembidion varium (Olivier, 1795)
- Bembidion velox (Linne, 1761)
- Bembidion veneriatum (Normand, 1946)
- Bembidion vernale Bates, 1882
- Bembidion versicolor (Leconte, 1848)
- Bembidion versutum Leconte, 1878
- Bembidion vespertinum Casey, 1918
- Bembidion viator Casey, 1918
- Bembidion vicinum Lucas, 1846
- Bembidion viduum Netolitzky, 1910
- Bembidion vignai Moret & Toledano, 2002
- Bembidion vile (Leconte, 1852)
- Bembidion villagomesi Moret & Toledano, 2002
- Bembidion virens Gyllenhal, 1827
- Bembidion viridicolle (Laferte-Senectere, 1841)
- Bembidion vitalisi Andrewes, 1921
- Bembidion vitiosum Gemminger & Harold, 186
- Bembidion vividum Casey, 1884
- Bembidion vodozi Sainte-Claire Deville, 1906
- Bembidion vseteckai Maran, 1936
- Bembidion vulcanium Darlington, 1934
- Bembidion vulpecula Casey, 1918
- Bembidion waialeale Liebherr, 2008
- Bembidion walterrossii Toledano, 2008
- Bembidion wanakense Lindroth, 1976
- Bembidion wardi Toledano, 2008
- Bembidion wataichanense Kirschenhofer, 1984
- Bembidion watanabei Morita, 2003
- Bembidion waziristanum Andrewes, 1932
- Bembidion weiratherianum Netolitzky, 1932
- Bembidion whymperi Moret & Toledano, 2002
- Bembidion wickhami Hayward, 1897
- Bembidion wittmeri (Basilewsky, 1979)
- Bembidion wolfgangi Toledano, 2008
- Bembidion wollastoni Basilewsky, 1972
- Bembidion wraseanum Toledano, 1998
- Bembidion wrzecionkoi Toledano & Schmidt, 2008
- Bembidion xanthacrum Chaudoir, 1850
- Bembidion xanthocerum Bates, 1883
- Bembidion xanthochiton Andrewes, 1922
- Bembidion xanthoxanthum Netolitzky, 1939
- Bembidion xestum Andrewes, 1923
- Bembidion yoshikawai (Morita, 1996)
- Bembidion youngi Moret & Toledano, 2002
- Bembidion yuae Toledano, 2008
- Bembidion yukonum Fall, 1926
- Bembidion yunnanum Andrewes, 1923
- Bembidion zagrosense (Morvan, 1972)
- Bembidion zaitzevi Lutshnik, 1938
- Bembidion zanettii Toledano, 2008
- Bembidion zephyrum Fall, 1910
- Bembidion zierisi Toledano, 2008
- Bembidion zlotini Mikhailov, 1996
- Bembidion zolotarewi Reitter, 1910